# Orthosilicate de tétraméthyle
L'orthosilicate de tétraméthyle (TMOS) est un composé chimique de formule Si(OCH3)4. C'est un liquide incolore combustible à l'odeur d'éther et dont la vapeur est susceptible de former des mélanges explosifs avec l'air. Il s'hydrolyse au contact de l'eau en donnant du dioxyde de silicium SiO2 et du méthanol CH3OH :
Si(OCH3)4 + 2 H2O → SiO2 + 4 CH3OH.
Les propriétés fondamentales de l'orthosilicate de tétraméthyle sont semblables à celles de l'orthosilicate de tétraéthyle qui lui est généralement préféré étant donné qu'il libère de l'éthanol CH3CH2OH par hydrolyse au lieu du méthanol, plus toxique.
Le TMOS a été utilisé en synthèse organique pour convertir des cétones et des aldéhydes respectivement en leurs cétals et acétals correspondants.